# 川中島 (日本)
35°31′53″N 139°43′39″E / 35.5313725°N 139.7274879°E

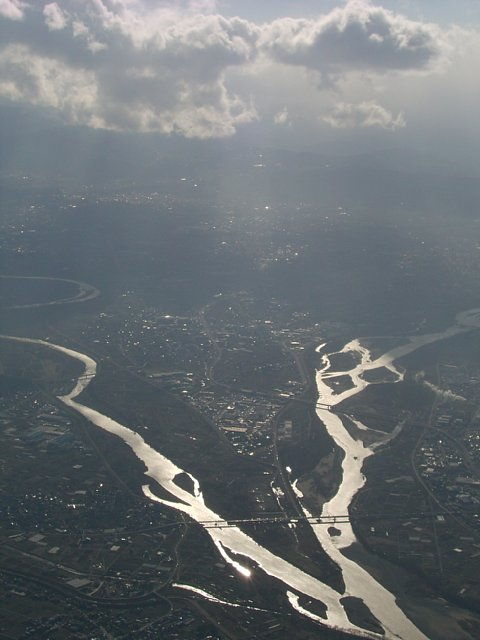
千曲川（左）與犀川（右）匯流處，日本戰國時代著名的川中島之戰即在此爆發

川中島，是位於日本長野縣長野市轄區的一个地名，為千曲川、犀川和西側茶臼山所夾成的三角區域。
戰國時代上杉謙信和武田信玄於此曾有五度大會戰，史稱川中島之戰。目前有川中島古戰場史跡而成為觀光勝地。

## 歷史
在江戶時代此地屬於松代藩，由於主要轄區位於川中島地區，最初稱為「川中島藩」，在松平忠昌入主此地後才更名為「松代藩」。
1924年7月1日，位於川中島北側區域的今里村和笹井村合併為川中島村，1956年9月30日又繼續與同在川中島的昭和村合併為川中島町。1966年10月16日川中島町再與位於犀川對岸的長野市合併。合併後，原屬川中島町的區域被稱為「川中島地區」。